# لوئی منار
لوئی منار (به فرانسوی: Louis Ménard) نویسنده و شاعر قرن نوزدهم میلادی اهل فرانسه بود.